# Стуртевант (Висконсин)
Стуртевант (енгл. Sturtevant) град је у америчкој савезној држави Висконсин.

## Демографија
По попису из 2010. године број становника је 6.970, што је 1.683 (31,8%) становника више него 2000. године.
| Група             | 2000.         | 2010.         |
| Белци             | 4.025 (76,1%) | 5.213 (74,8%) |
| Афроамериканци    | 835 (15,8%)   | 1.110 (15,9%) |
| Азијати           | 21 (0,4%)     | 73 (1,0%)     |
| Хиспаноамериканци | 303 (5,7%)    | 424 (6,1%)    |
| Укупно            | 5.287         | 6.970         |